# Cupa Ligii
De Cupa Ligii was de tweede beker in het Roemeense voetbalsysteem. Aan de in 2014 opgerichte competitie namen veertien clubs deel. Steaua Boekarest won zowel de eerste als de tweede editie. De derde en laatste editie in 2017 werd gewonnen door Dinamo Boekarest. Hierna werd de competitie opgeheven.
Vóór het seizoen 2014/15 was het enkel een vriendschappelijk toernooi, bedoeld ter voorbereiding op de reguliere voetbalcompetitie(s) in Roemenië. Het werd in totaal twee keer gespeeld, in 1998 en 2000, met FCM Bacău en Gloria Bistrița als respectievelijke winnaars. Op 8 april 2014 werd echter besloten het toernooi een serieus karakter te geven, met ingang van het seizoen 2014/15. De winnaar van de Cupa Ligii kreeg geen Europees ticket maar een geldbedrag van 400.000 euro als beloning. De bekercompetitie werd gesponsord door AdePlast, een bedrijf dat bouwmaterialen produceert. Daarom heette het toernooi officieel de Cupa Ligii AdePlast.

## Finales
| Seizoen | Winnaar          | Uitslag | Finalist           | Stadion         | Scheids          | Tsch |
| ------- | ---------------- | ------- | ------------------ | --------------- | ---------------- | ---- |
| 2014–15 | Steaua Boekarest | 3 – 0   | Pandurii Târgu Jiu | Arena Națională | Adrian Comănescu |      |
| 2015–16 | Steaua Boekarest | 2 – 1   | Concordia Chiajna  | Arena Națională | Marius Avram     |      |
| 2016–17 | Dinamo Boekarest | 2 – 0   | ACS Poli Timișoara | Arena Națională | Radu Petrescu    |      |